# Ageratum
Ageratum este un gen de plante din familia Asteraceae, ordinul Asterales.

## Caractere morfologice
- Tulpina

- Frunza

- Florile

- Semințele

## Specii
Ageratum mexicanum Sims ( syn. ageratum houstonianum mill )
Frunze: petiolate, mici, acoperite cu perișori, cele inferioare ovale iar cele superioare de formă romboidală cu marginea dințată și dispuse opus.
Flori: capitule mici, de 0, 3-0, 9 în diametru, care la rândul lor sunt reunite în corimb, foarte dense. Predomină culoarea albastră dar se găsesc și de culoare albă sau roz. Mai rar le găsim bicolore, albastru cu centru alb. Înflorirea începe în luna iunie și ține până toamna târziu.